# جایزه فیلم ماینیچی برای بهترین فیلم پویانمایی
جایزه بهترین فیلم پویانمایی (به انگلیسی: Animation Film Award) جایزه ای است که به بهترین فیلم بلند پویانمایی در جایزه فیلم ماینیچی اهدا می‌شود. این جایزه برای پاداش دادن به انیمیشن‌های بزرگ سینمایی تأسیس شد و جایزه افیجی نوبورو می‌تواند بر پویانمایی‌های کوتاه تمرکز داشته باشد. این جایزه برای اولین بار در سال ۱۹۸۹ برای فیلم سرویس تحویل کی‌کی به کارگردانی هایائو میازاکی اهدا شد.

## برندگان
| شماره | سال  | عنوان                                                                | استودیو              | کارگردان                      |
| ----- | ---- | -------------------------------------------------------------------- | -------------------- | ----------------------------- |
| ۱     | ۱۹۸۹ | سرویس تحویل کی‌کی                                                     | استودیو جیبوری       | هایائو میازاکی                |
| ۲     | ۱۹۹۰ | Hashire! Shiroi Ōkami                                                | Group TAC            | Tsuneo Maeda                  |
| ۳     | ۱۹۹۱ | Roujin Z                                                             | Tokyo Theaters Co.   | Hiroyuki Kitakubo             |
| ۴     | ۱۹۹۲ | پورکو روسو                                                           | استودیو جیبوری       | هایائو میازاکی                |
| ۵     | ۱۹۹۳ | Patlabor 2: The Movie                                                | پروداکشن آی. جی      | Mamoru Oshii                  |
| ۶     | ۱۹۹۴ | پوم پوکو                                                             | استودیو جیبوری       | ایسائو تاکاهاتا               |
| ۷     | ۱۹۹۵ | Junkers Come Here                                                    | Triangle Staff       | Junichi Sato                  |
| ۸     | ۱۹۹۶ | Black Jack                                                           | Tezuka Productions   | Satoshi Kuwabara              |
| ۹     | ۱۹۹۷ | شاهزاده مونونوکه                                                     | استودیو جیبوری       | هایائو میازاکی                |
| ۱۰    | ۱۹۹۸ | Doraemon: Nobita's Great Adventure in the South Seas                 | Asatsu               | Tsutomu Shibayama             |
| ۱۱    | ۱۹۹۹ | Jin-Roh: The Wolf Brigade                                            | پروداکشن آی. جی      | Hiroyuki Okiura               |
| ۱۲    | ۲۰۰۰ | Doraemon: A Grandmother's Recollections                              | شین-ای انیمیشن       | Ayumu Watanabe                |
| ۱۳    | ۲۰۰۱ | شهر اشباح                                                            | استودیو جیبوری       | هایائو میازاکی                |
| ۱۴    | ۲۰۰۲ | Crayon Shin-chan: The Storm Called: The Battle of the Warring States | شین-ای انیمیشن       | Keiichi Hara                  |
| ۱۵    | ۲۰۰۳ | پدرخوانده‌های توکیو                                                   | مدهاوس               | ساتوشی کن                     |
| ۱۶    | ۲۰۰۴ | محل قرار روزهای اول آشنایی                                           | CoMix Wave Films     | ماکوتو شینکای                 |
| ۱۷    | ۲۰۰۵ | کیمیاگر تمام‌فلزی فیلم: فاتح شامبالا                                  | بونز                 | Seiji Mizushima               |
| ۱۸    | ۲۰۰۶ | دختری که در زمان پرش می‌کرد                                           | مدهاوس               | مامورو هوسودا                 |
| ۱۹    | ۲۰۰۷ | Summer Days with Coo                                                 | شین-ای انیمیشن       | Keiichi Hara                  |
| ۲۰    | ۲۰۰۸ | The Sky Crawlers                                                     | پروداکشن آی. جی      | مامورو اوشی                   |
| ۲۱    | ۲۰۰۹ | جنگ‌های تابستانی                                                      | مدهاوس               | Mamoru Hosoda                 |
| ۲۲    | ۲۰۱۰ | رنگارنگ                                                              | Ascension            | Keiichi Hara                  |
| ۲۳    | ۲۰۱۱ | Hotarubi no Mori e                                                   | Brain's Base         | Takahiro Omori                |
| ۲۴    | ۲۰۱۲ | فرزندان گرگ                                                          | Studio Chizu, مدهاوس | مامورو هوسودا                 |
| ۲۵    | ۲۰۱۳ | افسانه شاهدخت کاگویا                                                 | استودیو جیبوری       | ایسائو تاکاهاتا               |
| ۲۶    | ۲۰۱۴ | Giovanni's Island                                                    | پروداکشن آی. جی      | Mizuho Nishikubo              |
| ۲۷    | ۲۰۱۵ | Miss Hokusai                                                         | پروداکشن آی. جی      | Keiichi Hara                  |
| ۲۸    | ۲۰۱۶ | نام تو                                                               | کومیکس ویو فیلمز     | ماکوتو شینکای                 |
| ۲۹    | ۲۰۱۷ | Complex × Complex                                                    | Panpokopina          | Miyuki Fukuda                 |
| ۳۰    | ۲۰۱۸ | Okko's Inn                                                           | DLE, مدهاوس          | Kitaro Kosaka                 |
| ۳۱    | ۲۰۱۹ | Children of the Sea                                                  | Studio 4°C           | Ayumu Watanabe                |
| ۳۲    | ۲۰۲۰ | Looking for Magical Doremi                                           | توئی انیمیشن         | Haruka Kamatani, Junichi Sato |